# Boteni, Argeș
Boteni este satul de reședință al comunei cu același nume din județul Argeș, Muntenia, România.

## Personalități
- Petre Țuțea (1902 - 1991), economist și militant naționalist